# Diocesi di Helsinki (cattolica)
La diocesi di Helsinki (in latino Dioecesis Helsinkiensis) è una sede della Chiesa cattolica in Finlandia immediatamente soggetta alla Santa Sede. Nel 2023 contava 16.743 battezzati su 5.566.812 abitanti. È retta dal vescovo Raimo Ramón Goyarrola Belda.

## Territorio
La diocesi ha giurisdizione su tutti i cattolici residenti in Finlandia.
Sede vescovile è la città di Helsinki, dove si trova la cattedrale di Sant'Enrico.
Il territorio è suddiviso in 8 parrocchie.

## Storia
Prima della Riforma protestante in Finlandia esisteva la diocesi di Åbo, eretta nel XII secolo e soppressa nel 1522. Era suffraganea dell'arcidiocesi di Uppsala, dal cui territorio era stata scorporata.
Il cattolicesimo fece la sua ricomparsa in Finlandia nella seconda metà del XVIII secolo, grazie alla presenza di mercanti e commercianti soprattutto tedeschi e russi. Il vicario apostolico di Svezia, Paolo Moretti, celebrò una prima messa nel 1796 e nel 1799 fu aperta al culto una chiesa cattolica a Vyborg, già all’epoca passata alla Russia. In Svezia il cattolicesimo restava infatti fuorilegge.
Quando la Finlandia divenne parte dell'impero russo (1812), la parrocchia di Vyborg andò a coprire l'intero granducato di Finlandia: nel 1830 sono censiti circa 3.000 cattolici nel Paese. Il 3 luglio 1848 i cattolici finlandesi furono sottomessi alla giurisdizione dei metropoliti di Mahilëŭ. Nel 1856 fu aperta una stazione missionaria a Helsinki e nel 1860 venne ultimata la chiesa di Sant'Enrico, futura cattedrale cattolica. Nel 1903 venne ordinato il primo sacerdote finlandese dopo il XVI secolo, Wilfrid von Christierson.
Tuttavia nel 1882 furono espulsi i missionari e le missionarie tedeschi e nel 1912 il provvedimento fu esteso a tutti i missionari stranieri. Dopo l'indipendenza della Finlandia (1918) e la partenza delle forze militari russe, la Chiesa cattolica perse la maggior parte dei suoi membri.
Il vicariato apostolico di Finlandia fu eretto l'8 giugno 1920 con la bolla Inter alias di papa Benedetto XV, ricavandone il territorio dall'arcidiocesi di Mahilëŭ (oggi arcidiocesi di Minsk-Mahilëŭ).
Il 25 febbraio 1955 in forza della bolla Evangelii paginae di papa Pio XII il vicariato apostolico è stato elevato a diocesi immediatamente soggetta alla Santa Sede.

## Cronotassi dei vescovi
Si omettono i periodi di sede vacante non superiori ai 2 anni o non storicamente accertati.
- Johannes Michael Buckx, S.C.I. † (20 marzo 1921 - 23 maggio 1923 nominato vicario apostolico) (amministratore apostolico)

- Johannes Michael Buckx, S.C.I. † (23 maggio 1923 - 26 luglio 1933 dimesso)
- Willem Petrus Bartholomaeus Cobben, S.C.I. † (19 dicembre 1933 - 29 giugno 1967 dimesso[1])
- Paul Verschuren, S.C.I. † (29 giugno 1967 succeduto - 18 settembre 1998 dimesso)
- Józef Wróbel, S.C.I. (30 novembre 2000 - 28 giugno 2008 nominato vescovo ausiliare di Lublino[2])
- Teemu Sippo, S.C.I. (16 giugno 2009 - 20 maggio 2019 dimesso)
  - Sede vacante (2019-2023)
- Raimo Ramón Goyarrola Belda, dal 29 settembre 2023

## Statistiche
La diocesi nel 2023 su una popolazione di 5.566.812 persone contava 16.743 battezzati, corrispondenti allo 0,3% del totale.
| anno | popolazione | popolazione | popolazione | presbiteri | presbiteri | presbiteri | presbiteri                | diaconi | religiosi | religiosi | parrocchie |
| anno | battezzati  | totale      | %           | numero     | secolari   | regolari   | battezzati per presbitero | diaconi | uomini    | donne     | parrocchie |
| ---- | ----------- | ----------- | ----------- | ---------- | ---------- | ---------- | ------------------------- | ------- | --------- | --------- | ---------- |
| 1950 | 1.789       | 4.000.000   | 0,0         | 14         | 4          | 10         | 127                       |         | 14        | 20        | 3          |
| 1970 | 2.877       | 4.700.226   | 0,1         | 22         | 5          | 17         | 130                       |         | 22        | 36        | 5          |
| 1980 | 3.202       | 4.771.229   | 0,1         | 16         | 2          | 14         | 200                       |         | 16        | 31        | 5          |
| 1990 | 4.429       | 4.976.925   | 0,1         | 18         | 2          | 16         | 246                       | 2       | 17        | 39        | 6          |
| 1997 | 7.052       | 5.146.980   | 0,1         | 20         | 5          | 15         | 352                       | 2       | 15        | 34        | 7          |
| 2000 | 7.639       | 5.159.646   | 0,1         | 21         | 6          | 15         | 363                       | 3       | 16        | 40        | 7          |
| 2001 | 7.835       | 5.171.300   | 0,2         | 21         | 6          | 15         | 373                       | 3       | 16        | 40        | 7          |
| 2002 | 7.986       | 5.181.115   | 0,2         | 19         | 6          | 13         | 420                       | 2       | 14        | 40        | 7          |
| 2003 | 8.274       | 5.194.901   | 0,2         | 16         | 6          | 10         | 517                       | 1       | 11        | 36        | 7          |
| 2004 | 8.438       | 5.206.295   | 0,2         | 16         | 6          | 10         | 527                       | 1       | 12        | 36        | 7          |
| 2006 | 9.067       | 5.236.611   | 0,2         | 19         | 8          | 11         | 477                       | 1       | 13        | 37        | 7          |
| 2010 | 10.841      | 5.236.314   | 0,2         | 23         | 13         | 10         | 471                       | 3       | 10        | 37        | 7          |
| 2013 | 12.434      | 5.401.267   | 0,2         | 23         | 12         | 11         | 540                       | 1       | 11        | 31        | 7          |
| 2016 | 13.942      | 5.486.125   | 0,3         | 26         | 15         | 11         | 536                       |         | 12        | 25        | 7          |
| 2019 | 15.483      | 5.531.305   | 0,3         | 32         | 20         | 12         | 483                       |         | 13        | 30        | 8          |
| 2021 | 15.902      | 5.538.350   | 0,3         | 27         | 18         | 9          | 588                       |         | 9         | 26        | 8          |
| 2023 | 16.743      | 5.566.812   | 0,3         | 28         | 20         | 8          | 597                       |         | 8         | 22        | 8          |